# اندیس کوه بید مشک E
کوه بید مشک E یک اندیس فلزی است که در حوالی شهر بصیران استان خراسان قرار دارد و مادهٔ معدنی موجود در آن، منیزیت است.  